# Меас Мут
Меас Мут, он же Кхе Мут — камбоджийский (кампучийский) революционер и военный деятель, участник гражданской войны в Камбодже, член Коммунистической партии Кампучии. Командующий военно-морским флотом Красных Кхмеров.

## Биография
Присоединился к Красным Кхмерам вскоре после переворота 1970 года, в годы гражданской войны участвовал в вооруженной борьбе против проамериканского режима Лон Нола. Проживал в округе Трам Как (провинция Такео), там женился на старшей дочери секретаря Юго-Западной зоны Та Мока, известного по прозвищу «Мясник». Продвигаясь по службе, занял пост партийного секретаря района, а затем заместителя секретаря Региона 13, образованного из южной части провинции Такео и включавшего в себя округа Трам Как, Треанг, Кири Вонг и Кох Андет. Кхом сменила своего супруга в 1975 году и оставалась партийным секретарем округа вплоть до своей болезни и смерти в 1977 году.
В 1975 году Меас Мут вновь стал командиром 3-й юго-западной дивизии. Он стал партийным секретарем в Кампонгсаоме, а также командующим центральной дивизии 164 в составе Революционной армии Кампучии, в ведении которой находился военно-морской флот Красных Кхмеров.